# Пурин
Пури́н (C5N4H4, Purine) — гетероциклічна сполука, найпростіший представник імідазо[4,5-d]піримідинів.
Похідні пурину — важливі у хімії природних сполук: ДНК та РНК; кофермент НАД; алкалоїди кофеїн, теофілін, теобромін; токсини сакситоксин та споріднені речовини; сечова кислота. Через це пурини важливі також і у фармацевтиці.

## Метаболізм

### Зв'язок з подагрою
Високий рівень споживання м'яса і морепродуктів пов'язують з підвищеним ризком подагри, тоді як високий рівень споживання молочних продуктів пов'язують з пониженим ризиком. Помірне поїдання багатих на пурин овочів не пов'язують із підвищенним ризиком подагри.